# جوخة الحارثي
جوخة الحارثي هي كاتبة وأكاديمية عمانية. تعلمت في عمان والمملكة المتحدة. حصلت علي درجة الدكتوراه في الأدب العربي الكلاسيكي في جامعة إدنبرة. هي حالياً أستاذ مشارك بقسم اللغة العربية بجامعة السلطان قابوس. وهي أول كاتبة أو كاتب عربي يفوز بجائزة المان بوكر العالمية.

## الإصدارات
نشرت جوخة الحارثي ثلاث مجموعات من القصص القصيرة (مقاطع من سيرة لبنى إذ آن الرحيل، وصبي على السطح، وفي مديح الحب)، وأربع روايات (منامات - سيدات القمر - نارنجة- حرير الغزالة) ، وعدة قصص للأطفال (عش للعصافير، السحابة تتمنى، فوفو والألوان)،
كما قامت بتأليف أعمال أكاديمية (ملاحقة الشموس: منهج التأليف الأدبي في خريدة القصر، وجمع وتحقيق ديوان الشيخ أحمد بن عبد الله الحارثي، والجسد في شعر الحب العربي التراث العذري (باللغة الإنجليزية).
في عام 2023م صدر كتابها (الجسد في الغزل العذري) باللغة العربية، ترجمة: زوينة آل تويه.

## ترجمة أعمالها
بيعت حقوق ترجمة رواية سيدات القمر إلى 24 لغة منها الفرنسية والألمانية والروسية والصينية والسويدية والتركية والأذرية والبرتغالية واليونانية، والكورية والأندونيسية. وقد صدرت من هذه الترجمات ترجمة كل من سيدات القمر ونارنجة إلى الميلايلم (الهند)، وترجمة سيدات القمر إلى الروسية، والترجمة الكرواتية لسيدات القمر، وكذلك الترجمة البرتغالية، والبرتغالية الخاصة بالبرازيل، والترجمة البلغارية، والترجمة اليونانية، والترجمة الفارسية (صدرت في عشر ترجمات وطبعات مختلفة في إيران)، والفرنسية، والكتالانية، والهنغارية، والسنهالية، والتركية، والسويدية، والإيطالية. صدرت طبعتان من كل من الترجمات الروسية والتركية.
في مايو 2022 نشرت الترجمة الإنجليزية لرواية نارنجة لجوخة الحارثي بعنوان (Bitter Orange Tree) بالتزامن في بريطانيا وأمريكا، حيث صدرت في نيويورك عن دار نشر «كاتبلت» وهي الدار التي نشرت النسخة الأمريكية من سيدات القمر للروائية نفسها كذلك، وصدرت في لندن عن دار نشر «سايمون وتشوسر»، ونشرت حولها مقالات استباقية وإشادات في المجلات الثقافية، وفي النشرات المختصة بترشيح الكتب، وفي المواقع الأدبية، إذ رشحتها نيويورك تايمز لقرائها ونشرت عنها مقالا، وكذلك نشرت واشنطن بوست مقالا عنها، وقدمت نيويوركر قراءة عنها، وكذلك نشرت عنها مقالات في كل من ستار تريبيون، وجريدة الجارديان البريطانية، وجريدة آسيا ريفيوز، ومجلة فرونت لاين، ورشحتها صحيفة هيرالد الاسكتلندية لقرائها، ورشحتها الصحيفة الايرلندية بريكنج نيوز لقرائها، وكتبت قراءة عنها المجلة الكندية روم ماجازين، ومجلة الناشرين الأمريكية publishersweekly التي وصفت الرواية بأنها «رواية مليئة بالصور التي لا تمحى والتي ترمز إلى الحرية المجهضة، مثل طائرة ورقية محطمة وطائر ممزق إلى أشلاء، هذه الرواية ترسخ السمعة الأدبية التي اكتسبتها الحارثية عن جدارة». ووصفتها بأنها «حكاية رائعة عن الحنين»، كما رشحت مجلة Book Riot ومجلة Electric Literature رواية نارنجة ضمن الكتب التي ينبغي قراءتها في عام 2022م. ونوهت مجلة المكتبة Library Journal بالولايات المتحدة بالنسخة الأمريكية المرتقبة في مايو 2022 من «نارنجة»، للفت انتباه القرّاء إليها.
وكتبت عنها كاثرين بولجر قراءة معمقة في مجلة Hadara بعنوان: «قوة الحب: تعود الفائزة بالبوكر إلى مواضيع العائلة والهوية في إصدارها الجديد»، قائلة في ختام قراءتها: «تصف الحارثية المجتمع العماني والعلاقات الأسرية بتفاصيل دقيقة، ولكن مكمن قوتها هو وصفها للحياة الداخلية للشخصيات، الشقيقة الشجاعة، الصديقة المهووسة بالمكانة الاجتماعية، الحبيب المثقل بالمسؤوليات، الحفيدة الحزينة، والجدة الأمية ذات العين الواحدة التي تكمن قواها الخارقة في الحب والعطاء والعمل الدؤوب». وقد اختارت مجلة The Rumpus الرواية لتكون أكثر العناوين تشويقا لعام 2022، وكذلك فعلت مجلة The National، ومجلة Electric Literature ومجلة Ms. Magazine.
وقام اتحاد بائعي الكتب في بريطانيا الذي يضم 92 مكتبة مستقلة باختيار رواية نارنجة لتكون كتاب الشهر ليونيو 2022.
بالإضافة إلى ترجمات أعمالها الروائية، تُرجمت كذلك أعمالها القصصية إلى اللغة الصربية والكورية والإيطالية والإنجليزية والألمانية والإسبانية والميلايلم ونُشرت في مجلات أدبية متخصصة في تلك اللغات وفي مجلة بانيبال. كانت واحدة من ثمانية مشاركين عام 2011 في ندوة الجائزة الدولية للخيال العربي IPAF Nadwa (ورشة عمل كتاب). وكانت أحد المشرفين على الندوة في عام 2017.

## الجوائز
في 2019، أصبحت جوخة الحارثي أول شخصية عربية تفوز بجائزة مان بوكر الدولية عن روايتها سيدات القمر، بالمشاركة مع الأكاديمية الأمريكية مارلين بوث، التي ترجمت الرواية من العربية إلى الإنجليزية. جاءت الرواية في قائمة الأكثر مبيعًا في الولايات المتحدة وأستراليا والهند وكندا. وكانت جوخة قد قالت، عند الكشف عن وصولها إلى القائمة النهائية المرشحين للجائزة، إن «روايتها تعطي لمحة عن الحياة الغنية للأسرة العمانية وخاصة النساء عبر الشقيقات الثلاث اللواتي شهدن مرحلة التغير والتحول في المجتمع العماني التي ترافقت مع نموهن».
حصلت جوخة الحارثي على جائزة السلطان قابوس للثقافة والفنون والآداب عن روايتها نارنجة عام 2016. ورُشحت روايتها سيدة القمر لجائزة زايد عام 2011.
حصلت في 2001 على جائزة الشارقة للإبداع القصصي عن «مقاطع في سيرة لبنى إذ آن الرحيل».
في نوفمبر 2021 فازت جوخة الحارثي بجائزة الأدب العربي في باريس، النسخة الفرنسية من سيدات القمر Les Corps Célestes فازت بجائزة الأدب العربي 2021، في دورتها التاسعة بالعاصمة الفرنسية بباريس، والتي يمنحها معهد العالم العربي ومؤسسة جون لوك لاجاردير، وقد أعلن الناشر الفرنسي عن إصدار طبعة شعبية من الرواية في عام 2023، ترجم «سيدات القمر» من العربية خالد عثمان، وصدرت هذا العام في فرنسا، تنافست الرواية مع سبع روايات أخرى مكتوبة بالفرنسية أو مترجمة إليها، وقد أقيم حفل تسليم الجائزة في باريس في 30 نوفمبر 2021.
في فبراير 2022 أُعلن في العاصمة الروسية موسكو عن وصول رواية سيدات القمر للكاتبة العمانية جوخة الحارثي إلى القائمة الطويلة لجائزة ياسنايا بوليانا للأدب الأجنبي في دورتها العشرين، وهي الرواية التي ترجمتها إلى اللغة الروسية المستعربة والأكاديمية الروسية فكتوريا زاريتوفسكايا، جاء ذلك في بيان لمؤسسة ومتحف ليف تولستوي بالتعاون مع شركة سامسونغ الإلكترونية أعلنت فيه عن القائمة الطويلة قسم الأدب الأجنبي لعام 2022، شملت 34 كتابا لمؤلفين أجانب من 19 دولة. ولأول مرة منذ ثماني سنوات، تضم القائمة مؤلفين من سلطنة عمان وأنغولا وكوبا وموزمبيق، جائزة ياسنايا بوليانا للأدب الأجنبي تعتبر مرصداً للأدب الأجنبي المعاصر في روسيا وقد توّجت أهم الكتاب العالميين.

## أعمالها
- حرير الغزالة، رواية، دار الآداب، بيروت، 2021
- الجسد في الغزل العذري، دراسة أكاديمية، (بالإنجليزية) مطبعة جامعة أدنبره، 2021
  - ترجمة: زوينة آل تويه، كلمات للنشر والتوزيع، 2023
- فوفو في المزرعة، (سلسلة: افتح يا سمسم - الموسم الثاني) قصة أطفال، دار الهدهد للنشر والتوزيع، 2018
- فوفو والألوان، (سلسلة: افتح يا سمسم - الموسم الثاني) قصة أطفال، دار الهدهد للنشر والتوزيع، 2018
- فوفو في مدينة الملاهي، (سلسلة: افتح يا سمسم - الموسم الثاني) قصة أطفال، دار الهدهد للنشر والتوزيع، 2018
- فوفو والحيوانات، (سلسلة: افتح يا سمسم - الموسم الثاني) قصة أطفال، دار الهدهد للنشر والتوزيع، 2018
- نارنجة، رواية، دار الآداب، بيروت، 2016
- السحابة تتمنى، قصة أطفال، دار مسعى - النحلة الصغيرة، 2015
- ديوان أبي الحكم الشيخ أحمد بن عبد الله الحارثي، تحقيق، مركز الدراسات العمانية بجامعة السلطان قابوس، 2014
- ملاحقة الشموس: منهج التأليف الأدبى في كتاب خريدة القصر للعماد الأصفهاني، دراسة أكاديمية، دار الدوسري، 2010
- سيدات القمر، رواية، دار الآداب، بيروت، 2010
- عش للعصافير، قصة أطفال، 2010
- في مديح الحب، نصوص، دار ميريت، القاهرة، 2008
- صبي على السطح، قصص قصيرة، دار أزمنة للنشر والتوزيع، 2007
- منامات، رواية، المؤسسة العربية للدراسات والنشر، بيروت، 2004
- دراسات في أدب عُمان والخليج، (بالاشتراك مع مؤلفين آخرين)، دراسة أكاديمية، 2003
- مقاطع من سيرة لبنى إذ آن الرحيل، قصص قصيرة، دائرة الثقافة والإعلام، حكومة الشارقة، 2001

## بيبليوغرافيا
- تفكيك مركزية السرد العربي: قراءات في سيدات القمر للروائية جوخة الحارثي، مجموعة من الباحثين، الآن ناشرون وموزعون، 2020
- سيميائية الخطاب السردي العماني: رواية سيدات القمر للأديبة جوخة الحارثي نموذجاً، محمد سيف الإسلام بوفلاقة، دار الجنان للنشر والتوزيع، 2017